# Подшивалов Анатолій Миколайович
Анатолій Миколайович Подшива́лов (20 квітня 1945, Ленінград — 10 серпня 1987, Ленінград) — радянський актор театру і кіно. Здобув популярність, знявшись у ролі Цигана у фільмі Г. Полоки «Республіка ШКІД».

## Біографія
Анатолій Подшивалов народився в Ленінграді. Навчався в 310 школі Ленінського району (Заміський пр. д 68/2). Закінчив 1965 року драматичну студію при Великому драматичному театрі ім. М. Горького. М. Горького. На сцені БДТ дебютував ще 1961 року в ролі Юнги у виставі «Загибель ескадри» за п'єсою О. Корнійчука. У 1965 році був прийнятий до трупи театру, в якій перебував до 1983 року.
У кіно дебютував у 17-річному віці в ролі Сардинки в дитячому фільмі «Чорна чайка». У 1966 році зіграв свою найвідомішу роль на екрані — Цигана у фільмі «Республіка ШКІД» Геннадія Полоки.
Наприкінці 1970-х років на одній зі зйомок на голову Анатолію Подшивалову впав освітлювальний прилад, через що на місці травми утворилася пухлина; після операції став іншою людиною, відбулися зміни в його психіці, мові та зовнішності. Актор більше не міг зніматися в кіно; він продовжував служити в БДТ, але на сцену міг виходити тільки в масовках.
Помер 10 серпня 1987 року, похований у Ленінграді на Південному кладовищі.

## Сім'я
Був одружений. 1965 року в нього народився син Кирило (наклав на себе руки 2007 року, похований у Санкт-Петербурзі на Богословському кладовищі).

## Творчість

### Театральні роботи
- 1960 — «Загибель ескадри» А. Є. Корнійчука. Постановка Г. А. Товстоногова — Юнга
- 1963 — «Перед вечерею» В. Розова — молодший брат

### Фільмографія
- 1962 — Чорна чайка — Сардинка
- 1965 — Іду на грозу — молодий старший лейтенант, ад'ютант (немає в титрах)
- 1965 — Музиканти одного полку — Єремєєв, полковий музикант
- 1966 — Республіка ШКІД — Циган
- 1966 — Сьогодні — новий атракціон — асистент дресирувальника
- 1970 — Ференц Ліст. Примхи кохання — шанувальник Ліста (немає в титрах)
- 1971 — Ніч на 14-й паралелі — епізод
- 1973 — Іван Васильович змінює професію — лейтенант міліції
- 1974 — У те далеке літо… — Шульц, німецький солдат
- 1975 — Діаманти для диктатури пролетаріату — Володимир Будников
- 1975 — Строгови — Савелій Бакулін
- 1976 — Народжена революцією — бандит із банди Льоньки Пантелєєва (фільм третій «У вогні»)
- 1976 — Легенда про Тіля — господар харчевні (фільм другий «Хай живуть жебраки!», 1-ша серія)
- 1979 — Інженер Графтіо — веселун із компанії Ульмана на дуелі
- 1979 — Пригоди принца Флоризеля — член клубу самогубців
- 1980 — Пригоди Шерлока Холмса і доктора Ватсона — маркер Прайс
- 1982 — У старих ритмах — Пахолков, водій